# سازمان کمک‌های مردمی نروژ
سازمان کمک‌های مردمی نروژ (نروژی: Norsk Folkehjelp) یک نهاد اجتماعی و غیرانتفاعی فعال، در زمینهٔ امداد و بهداشت است. این سازمان در سال ۱۹۳۹م، به ابتکار تشکیلات سراسری کارگران نروژ، در اسلو، بنیانگذاری شد.

## اصول و اهداف سازمان
فعالیت سازمان کمک‌های مردمی نروژ، بر چهار اصل استوار است: بهداشت، کار جوانان، کار اجتماعی و کار بین‌المللی. این سازمان علیه ظلم، فقر، توزیع ناعادلانه، نژادپرستی و تبعیض، خشونت و سوء استفاده مبارزه می‌کند. همچنین این سازمان برای تقویت و ترویج برابری جنسیتی، مشارکت داوطلبانه و توانایی مهارتی تلاش می‌کند.
سازمان کمک‌های مردمی نروژ، علاوه بر نروژ، در ۲۴ کشور دیگر جهان، در آفریقا، آسیا، آمریکای لاتین و خاورمیانه، برنامه‌های بشردوستانه ای را سازمان داده و اجرا می‌کند. این سازمان از جمله یکی از سازمانهای پیشرو در زمینهٔ مین‌روبی بشردوستانه است.
سازمان کمک‌های مردمی نروژ، در سال ۲۰۱۸م، دارای ۱۳ هزار عضو فردی بود که در بیش از ۱۰۰ تیم محلی، در سراسر نروژ، مشغول فعالیت بودند. تیم‌های محلی، خدمات امداد و نجات و بهداشت را ارائه می‌دهند، از کودکان پناهجو مراقبت می‌کنند و در ادغام اجتماعی پناهندگان و پناهجویان مشارکت دارند.
 دفتر مرکزی سازمان کمک‌های مردمی نروژ، در اسلو قرار دارد. گرد کریستیانسن، مدیرکل سابق تشکیلات سراسری کارگران نروژ، از سال ۲۰۱۵م، رئیس هیئت مدیره؛ و هنریت وسترین، سیاستمدار سابق حزب سوسیالیست چپ (نروژ) از سال ۲۰۱۷م، دبیرکل سازمان کمک‌های مردمی نروژ، بوده‌اند.

## یادداشت
1. ↑  Gerd Kristiansen
2. ↑  Henriette Westhrin